# Alexander von Krobatin
Baron Alexander von Krobatin, avstrijski feldmaršal, * 12. september 1849, Olomouc, Češka † 28. september 1933, Dunaj.
Naziv feldmaršala je pridobil 5. novembra 1917 kmalu po preboju v 12. soški bitki, poznanem kot čudež pri Kobaridu.
V letih 1912−1917 je bil Avstro-ogrski vojni minister, vendar je odstopil zaradi afere pri dobavah za vojsko.
Njegov naslednik je postal feldmaršal Rudolf Stöger-Steiner von Steinstätten.